# Agnes Ekermann
Agnes Olivia Theodolinda Ekermann, född den 25 juli 1849 i Stockholm, död där den 8 februari 1939, var en svensk författare. Hon redigerade och utgav bland annat en samling fornaldarsagor på svenska 1895.